# Suisse (Moselle)
Suisse település Franciaországban, Moselle megyében. Lakosainak száma 95 fő (2022. január 1.). Suisse Brulange, Destry, Eincheville, Landroff és Thonville községekkel határos.

## Népesség
A település népessége az elmúlt években az alábbi módon változott:
| Lakosok száma | 103  | 104  | 110  | 103  | 101  | 100  | 98   | 97   | 95   |
|               | 2013 | 2015 | 2016 | 2017 | 2018 | 2019 | 2020 | 2021 | 2022 |